# Ёлкин, Иван Сергеевич
Иван Сергеевич Ёлкин (1924—1991) — подполковник Советской Армии, участник Великой Отечественной войны, Герой Советского Союза (1945).

## Биография
Иван Ёлкин родился 22 марта 1924 года в деревне Покровка (ныне — Туймазинский район Башкортостана). Получил неполное среднее образование, после чего работал в колхозе. В августе 1942 года Ёлкин был призван на службу в Рабоче-крестьянскую Красную Армию. В августе 1943 года окончил Уфимское пехотное училище и был направлен на фронт Великой Отечественной войны. К январю 1945 года гвардии лейтенант Иван Ёлкин командовал взводом 266-го гвардейского стрелкового полка (88-й гвардейской стрелковой дивизии, 28-го гвардейского стрелкового корпуса, 8-й гвардейской армии, 1-го Белорусского фронта). Отличился во время освобождения Польши.
14 января 1945 года во время прорыва вражеской обороны на западном берегу Вислы в районе села Цицелювка в 20 километрах к северо-востоку от Радома взвод Ёлкина первым ворвался в немецкую траншею. Когда противник перешёл в контратаку, Ёлкин гранатой подбил самоходное орудие, а затем поднял свой взвод в атаку. В том бою взвод Ёлкина уничтожил более 80 солдат и офицеров противника, захватил артиллерийскую батарею. 25 января взвод одним из первых переправился через Варту в районе посёлка Вайссенбург (ныне — Бедруско) в 15 километрах к северу от Познани. Закрепившись на западном берегу реки, Ёлкин с двумя бойцами успешно обеспечил огневое прикрытие переправляющимся подразделениям.
Указом Президиума Верховного Совета СССР от 24 марта 1945 года за «образцовое выполнение боевых заданий командования и проявленные при этом геройство и мужество» гвардии лейтенант Иван Ёлкин был удостоен высокого звания Героя Советского Союза с вручением ордена Ленина и медали «Золотая Звезда» за номером 5818.
После окончания войны Ёлкин продолжил службу в Советской Армии. Окончил Военную академию имени М. В. Фрунзе. В 1970 году в звании подполковника Ёлкин был уволен в запас. Проживал в Гродно, умер 3 апреля 1991 года.

## Награды
Был также награждён орденами Красного Знамени и Отечественной войны 1-й степени, рядом медалей.